# Hypsoprora caldwelli
Hypsoprora caldwelli är en insektsart som beskrevs av Frederick Byron Plummer. Hypsoprora caldwelli ingår i släktet Hypsoprora och familjen hornstritar. Inga underarter finns listade i Catalogue of Life.